# Peter Diederich
Pour les articles homonymes, voir Diederich.
Peter Diederich, né le 7 novembre 1938 à Iéna (Allemagne) et mort le 9 juin 2015, est un homme politique est-allemand. Membre du Parti paysan démocratique d'Allemagne (DBD), il est brièvement ministre de la Protection de l'environnement et de la Gestion de l'eau en 1990, peu avant la réunification.

## Sources
- (de) Cet article est partiellement ou en totalité issu de l’article de Wikipédia en allemand intitulé « Peter Diederich » (voir la liste des auteurs).